# ناحیه مانسهره
ناحیه مانسهره (به انگلیسی: Mansehra District) یک ناحیه در پاکستان است که در خیبر پختونخوا واقع شده‌است. ناحیه مانسهره ۴٬۵۷۹ کیلومتر مربع مساحت و ۱٬۵۵۶٬۴۶۰ نفر جمعیت دارد.